# Clayton l'Implacable
Pour plus de détails, voir Fiche technique et Distribution.
Clayton l'Implacable (Lo voglio morto) est un western spaghetti hispano-italien réalisé par Paolo Bianchini et sorti en 1968.

## Synopsis
Vers la fin de la guerre de Sécession, Clayton, ancien guide de train de chariots, a l'intention d'acheter un ranch pour se retirer des combats avec sa sœur Mercedes. Cette dernière est violée et assassinée par le bandit Jack Blood, à la solde du puissant marchand d'armes Mallek, qui veut briser les négociations de paix entre Nordistes et Sudistes afin de poursuivre ses affaires. Avec l'aide de la Mexicaine Aloma, dont il tombe amoureux en retour, Clayton venge sa sœur tandis que les hors-la-loi s'exterminent entre eux. Avec l'argent du butin, le héros parvient à acheter le ranch. 

## Fiche technique
- Titre français : Clayton l'Implacable ou Je le veux mort[1]
- Titre original italien : Lo voglio morto[2]
- Titre espagnol : Lo quiero muerto[3]
- Réalisation : Paolo Bianchini
- Scenario : Carlos Sarabia
- Photographie :	Ricardo Andreu
- Montage : Eugenio Alabiso
- Musique : Nico Fidenco
- Décors : Roman Calatayud
- Costumes : Rosalba Menichelli
- Maquillage : Adolfo Ponte
- Société de production : Inducine, Centauro Film
- Pays de production :  Italie,  Espagne
- Langue originale : Italien
- Format : Couleurs - 1,66:1 - 35 mm
- Durée : 80 minutes
- Genre : Western spaghetti
- Dates de sortie :
  - Italie : 15 juin 1968
  - Espagne : 17 mars 1969
  - France : 29 octobre 1970

## Distribution
- Craig Hill (VF : Jean Louis): Clayton
- Lea Massari (VF : Catherine Diamant) : Aloma
- José Manuel Martín : Jack Blood
- Andrea Bosic : Mallek
- Licia Calderón (VF : Annie Alberti) : Marisol
- Cristina Businari : Mercedes
- Andrea Scotti : Harry
- Renato Chiantoni : Duke
- Rick Boyd : Steve
- Remo De Angelis (VF : Martial Bresson) : Sheriff Bud
- José Canalejas : un complice de Jack
- Francisco Nieto : Allan
- Francisco Braña (VF : Jacques Stany) : Burt
- José Riesgo : Mack